# Ojiri
Ojiri (en georgiano: ოხირი) o Uejer (en osetio: Уехер) es un pueblo que pertenece a la parcialmente reconocida República de Osetia del Sur, parte del distrito de Leningor, aunque de iure pertenece al municipio de Ajalgori de la región de Mtsjeta-Mtianeti de Georgia.

## Geografía
Ojiri se encuentra en el valle del río Ksani, a 35 km de Ajalgori.     

## Historia
Durante la duración del conflicto georgiano-osetio hasta la victoria rusa en la guerra ruso-georgiana de 2008, con la que las de facto autoridades de Osetia del Sur establecieron el control sobre el valle de Ksani, Ojiri formaba parte del territorio controlado por el gobierno de Georgia. Después de agosto de 2008, la aldea quedó bajo el control de las autoridades de la República de Osetia del Sur. 

## Demografía
La evolución demográfica de Ojiri entre 1959 y 2002 fue la siguiente:
| 16                                                       | 0 |
| (Fuente: Population of South Ossetia since Soviet times) |   |

Según el censo soviético de 1959, la mayoría de la población local eran osetios.